# Hénon (metrostation)
Hénon is een metrostation aan lijn C van de metro van Lyon, in het 4e arrondissement van de Franse stad Lyon, op de heuvel La Croix-Rousse. Het station is geopend op 8 december 1984, ten tijde van de uitbreiding van lijn C van Croix-Rousse naar Cuire, in de stijl van de eerste stations van lijn A. Het station bevindt zich direct onder straatniveau waardoor beide richtingen aparte ingangen hebben. De twee zijperrons hebben elk twee ingangen. Station Hénon ligt onder de Boulevard des Canuts, waar deze kruist met de Rue Hénon.
Hôtel de Ville - Louis Pradel · Croix-Paquet · Croix-Rousse · Hénon · Cuire